# Yagul
Yagul est un site archéologique situé dans la vallée de Tlacolula, dans l'État d'Oaxaca (Mexique), construit entre l'époque dite Monte Alban IV (700 à 1000 de notre ère) où il connut son apogée et l'époque Monte Alban V (1000 à 1521), mais qui semble avoir été occupé depuis 8000 avant notre ère, comme en témoignent les grottes et les peintures rupestres de Guilá Naquitz. Son nom signifie « vieil arbre » en Zapotèque, mais les habitants de Tlacolula l'appellent Yugul, « vieux village », ou encore Gyaag Guul.

Le site fut décrit pour la première fois par Adolfo Bandelier en 1884, puis par William Holmes en 1897, mais les premières fouilles n'eurent lieu qu'en 1953 avec Ignacio Bernal et Lorenzo Gamio.
D'après Bernal, cet ensemble, de même que celui de Mitla, semble avoir été occupé par des Cuicatèques influencés par les Mixtèques (peut-être leurs alliés) et les Zapotèques, anciens maîtres de la région.
Les fouilles ont mis au jour un ensemble important dit du Palais aux six Patios, un jeu de balle et quelques ensembles pyramidaux construits autour de places, parmi lesquels les constructions les plus importantes sont celles du patio 1 avec la salle du conseil, et des patios 3, 4 et 5.

## Le Palais aux six Patios
Il s'agit de l'ensemble architectural le plus important du site. Sa disposition en patios de forme rectangulaire ou trapézoïdale cernés d'édifices rectangulaires très allongés rappelle celle des édifices de Mitla. Les bâtiments s'ouvrent sur les patios par des entrées à un vantail ou divisées en trois vantaux au moyen de gros pilastres. Dans les patios E et B, la partie centrale se situe en contrebas et une série de colonnes cylindriques semble indiquer l'existence d'une toiture inclinée vers le centre.

## Le jeu de balle

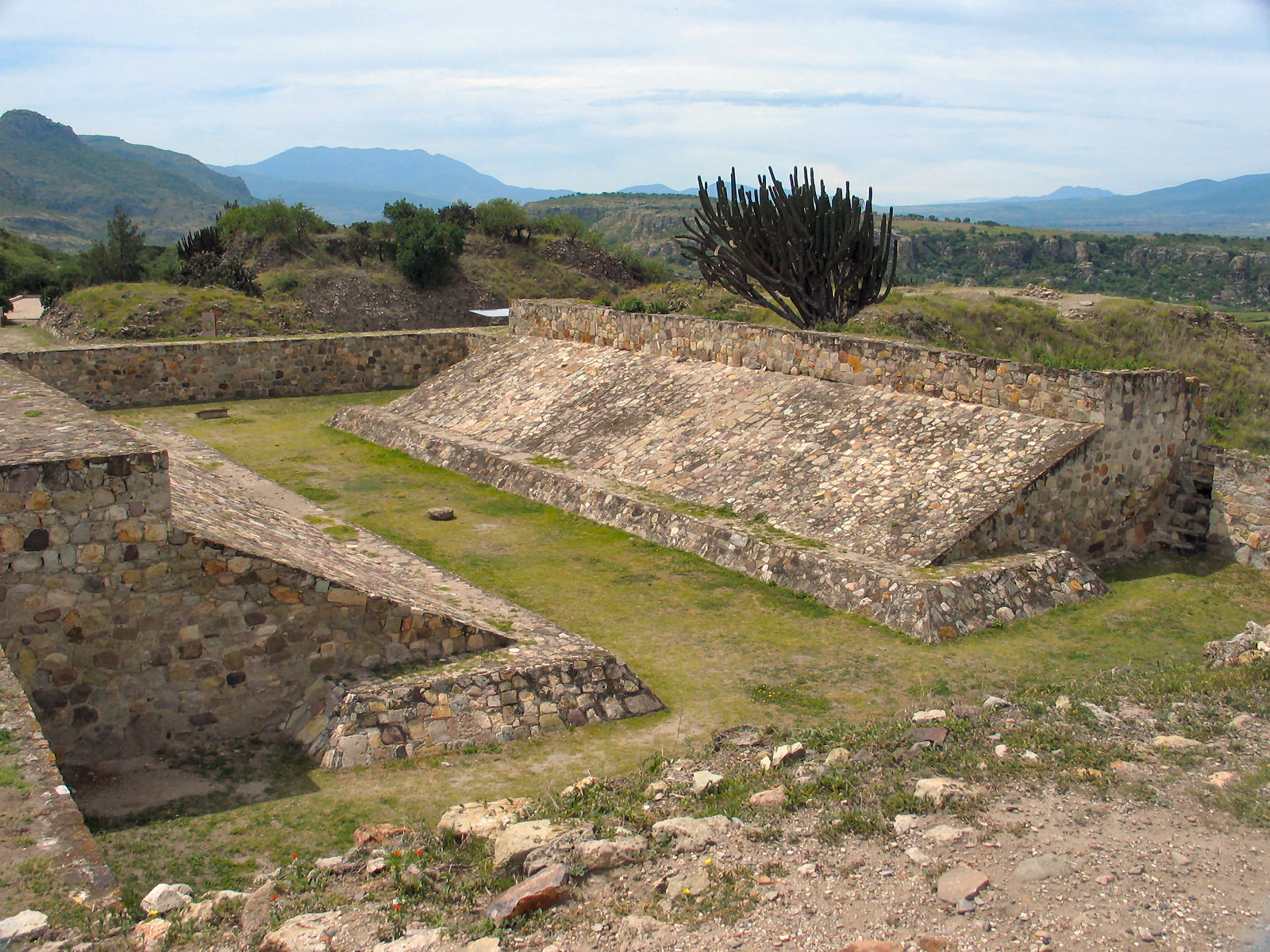
Le jeu de balle

Le jeu de balle de Yagul  est orienté selon l'axe est-ouest et possède la forme en double T typique de ces édifices.
Contrairement à une idée qui circule et est répétée dans divers ouvrages et dans des revues spécialisées (archeologia mexicana, edicion especial no 24), et provient probablement des panneaux indicatifs situés à l'entrée du site, le jeu de balle de Yagul n'est absolument pas le deuxième plus grand de la Méso-Amérique après celui de Chichen Itza : il mesure 47 mètres de long, alors que par exemple celui de Teotenango mesure 66 mètres de long et le terrain ouest de Tula avoisinerait les 130 mètres. Il s'agit par contre du plus grand jeu de balle de la vallée de Tlacolula.

## Le Patio 1

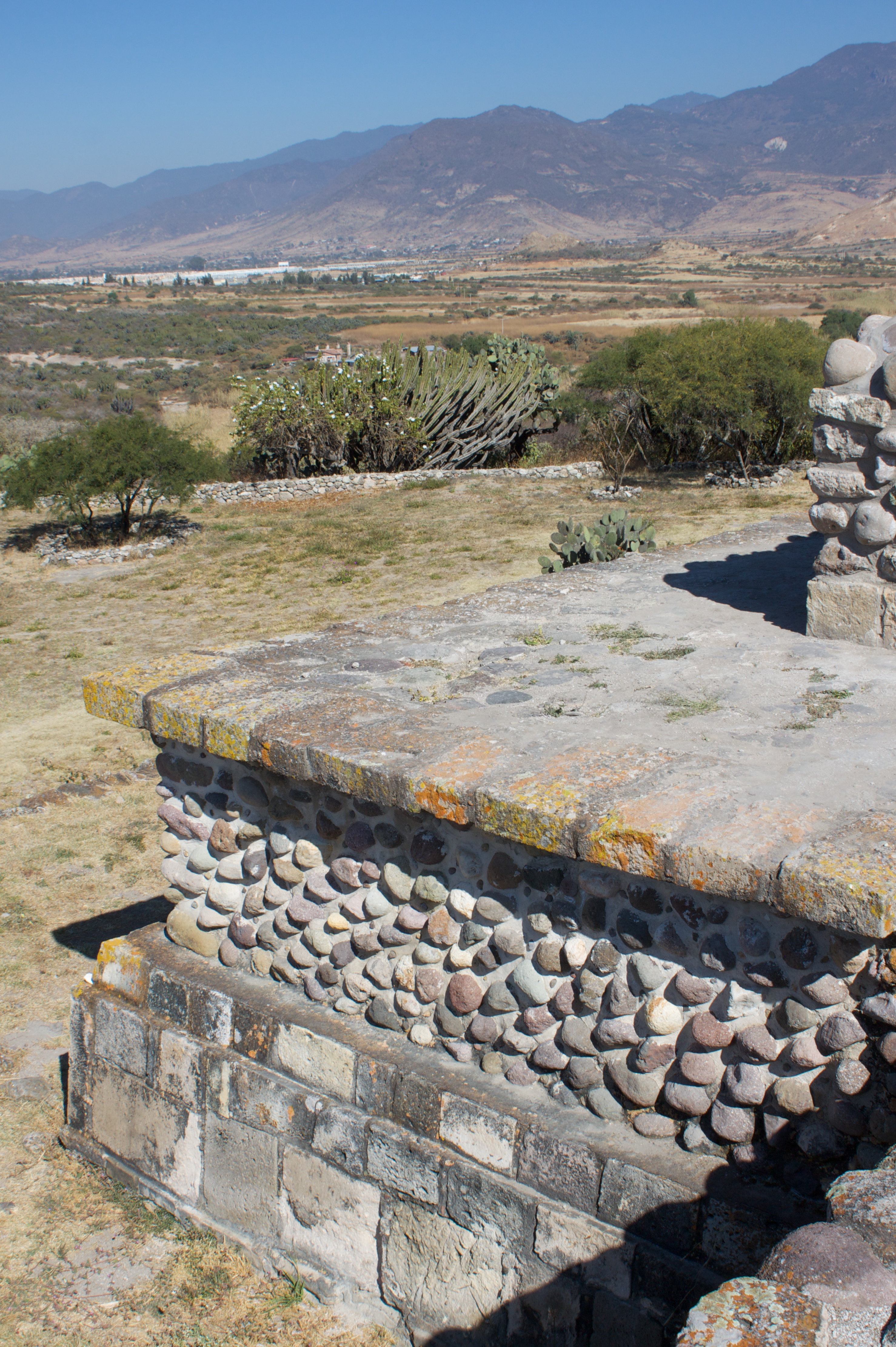
Soubassements de la salle du conseil en talud-tablero

Cet ensemble situé à quelques mètres au sud du palais aux six patios et légèrement plus bas est constitué d'une cour centrale qui abrite deux tombes souterraines en forme de T comme celles de Mitla (tombes 1 et 2) cernée par trois édifices, un groupe d'habitations à l'est, un palais rectangulaire à l'ouest (le palacio occidental), et au nord celui dit de la Salle du Conseil, formé également d'une seule pièce très allongée et probablement destinée à des réunions à caractère administratif ; cette construction serait peut-être à l'origine du style des palais de Mitla qui présentent une organisation similaire (notamment de groupe de las tumbas) ; ces édifices, comme ceux de Mitla, présentaient une silhouette structurée en talud-tablero (au moins pour la salle du conseil), étaient ornés de grecques, et construits sur des soubassements en talud-tablero (le talud est constitué d'une rangée de petites dalles carrées bien ajustées tandis que le tablero est en maçonnerie et est surmonté d'un petit rebord en dalles comme celles du talud) qui comportaient également des frises sur le tablero, mais celles-ci ne sont que très partiellement conservées, encore visible sur les rebords ouest des soubassements du palais occidental, le long de la Rue décorée de grecques.

## Le Patio 4

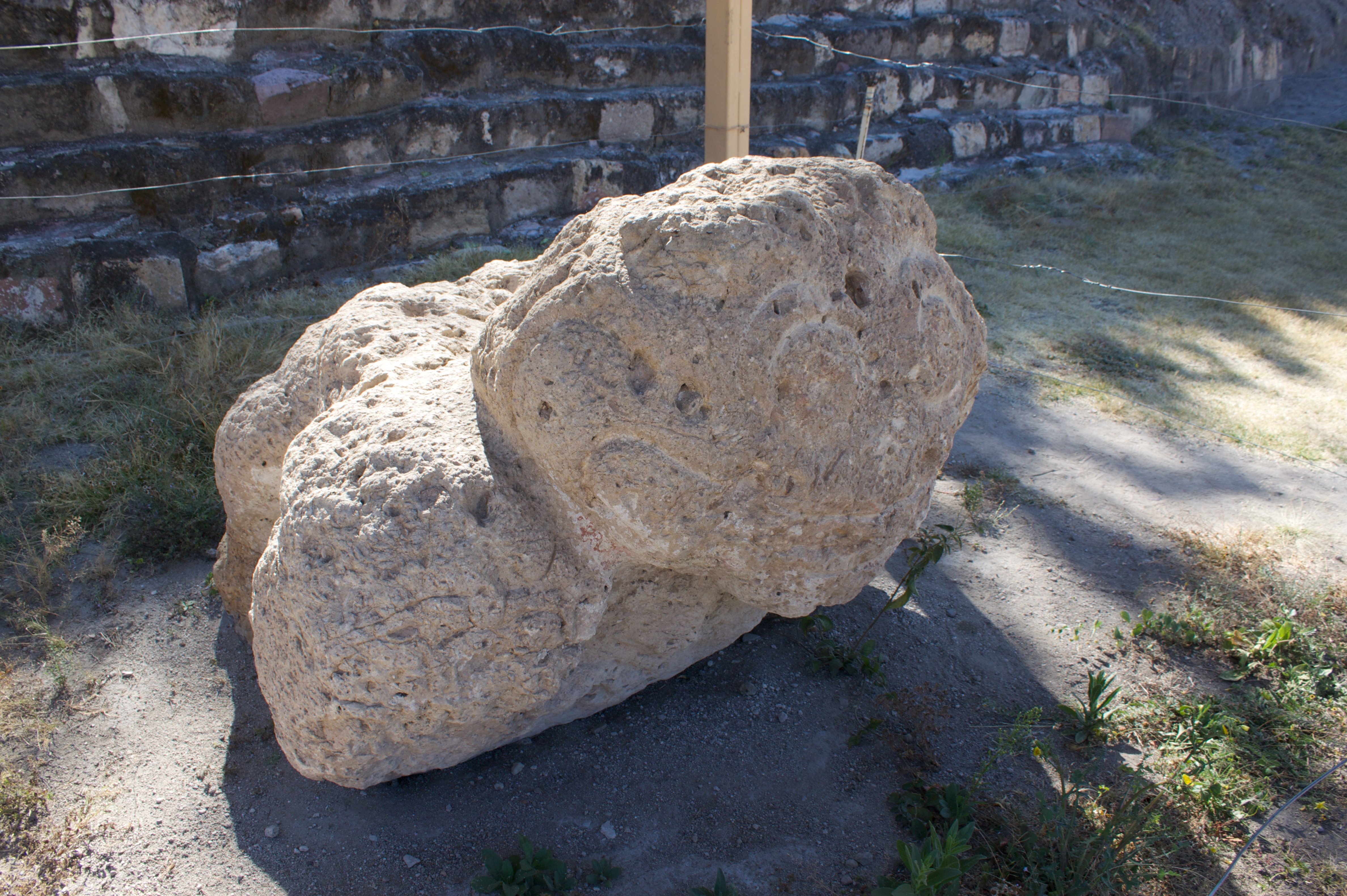
La sculpture de grenouille

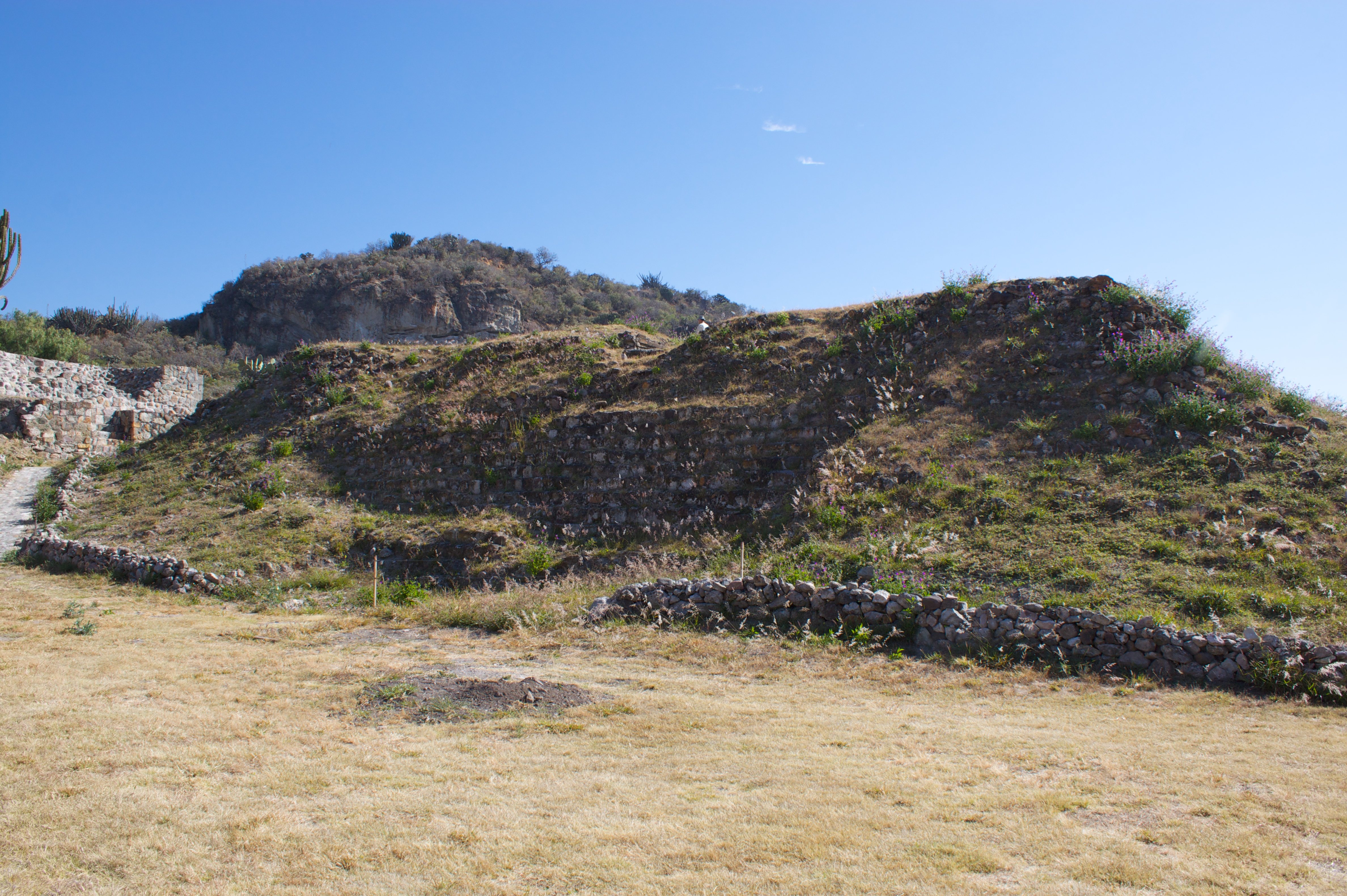
Pyramide ouest du patio 4

Le Patio 4, situé dans l'angle sud-est du jeu de balle, est une cour cernée par quatre pyramides rectangulaires qui n'ont pas encore été restaurées (2011) mais dont les escaliers sont encore bien visibles. Le centre de cette cour est occupé par un adoratorio qui fait face à une sculpture de grenouille de grande taille, située au pied de la pyramide est. Entre cette sculpture et l'adoratorio se trouve l'entrée d'une tombe présentant un plan en T comme celles de Mitla, la Tumba Triple, constituée des tombes 3, 29 et 30, situées sous l'adoratorio.

## Le Patio 5

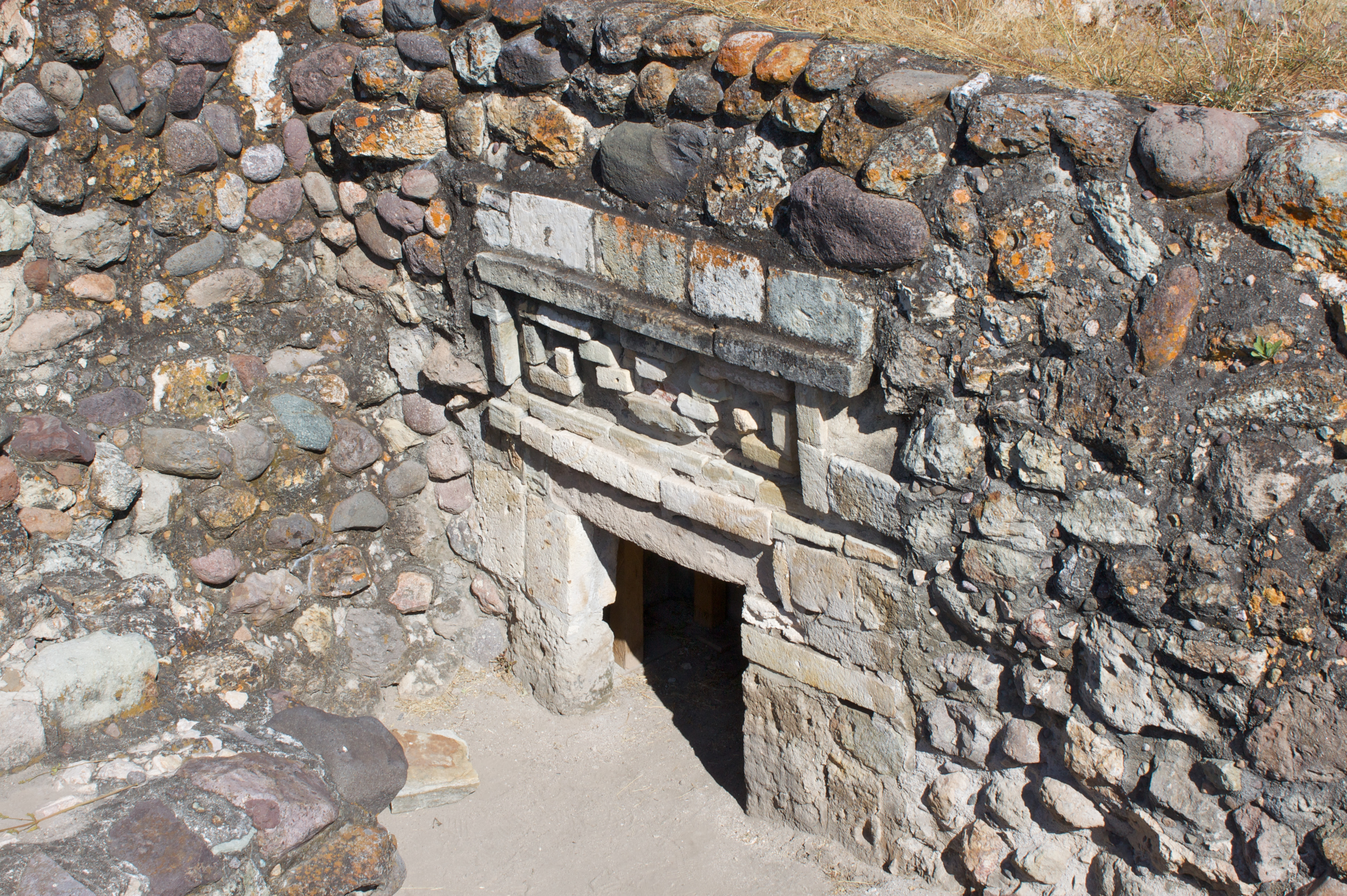
La tombe 13

Ce patio se situe de l'autre côté de la pyramide ouest du patio 4 ; son extrémité sud devait être bordée par un palais dont il ne reste que les fondations ; son côté ouest est bordé par un édifice (qui est en contrebas du côté sud du patio 1) abritant deux tombes situées aux extrémités d'une petite galerie, les tombes 11 et 13, chacune présentant une entrée de moins d'un mètre de haut et surmontée d'une grecque à un motif, un motif en diamant cerné de volutes pour la tombe 11, deux motifs en spirales opposés pour la 13.

## Édifice U

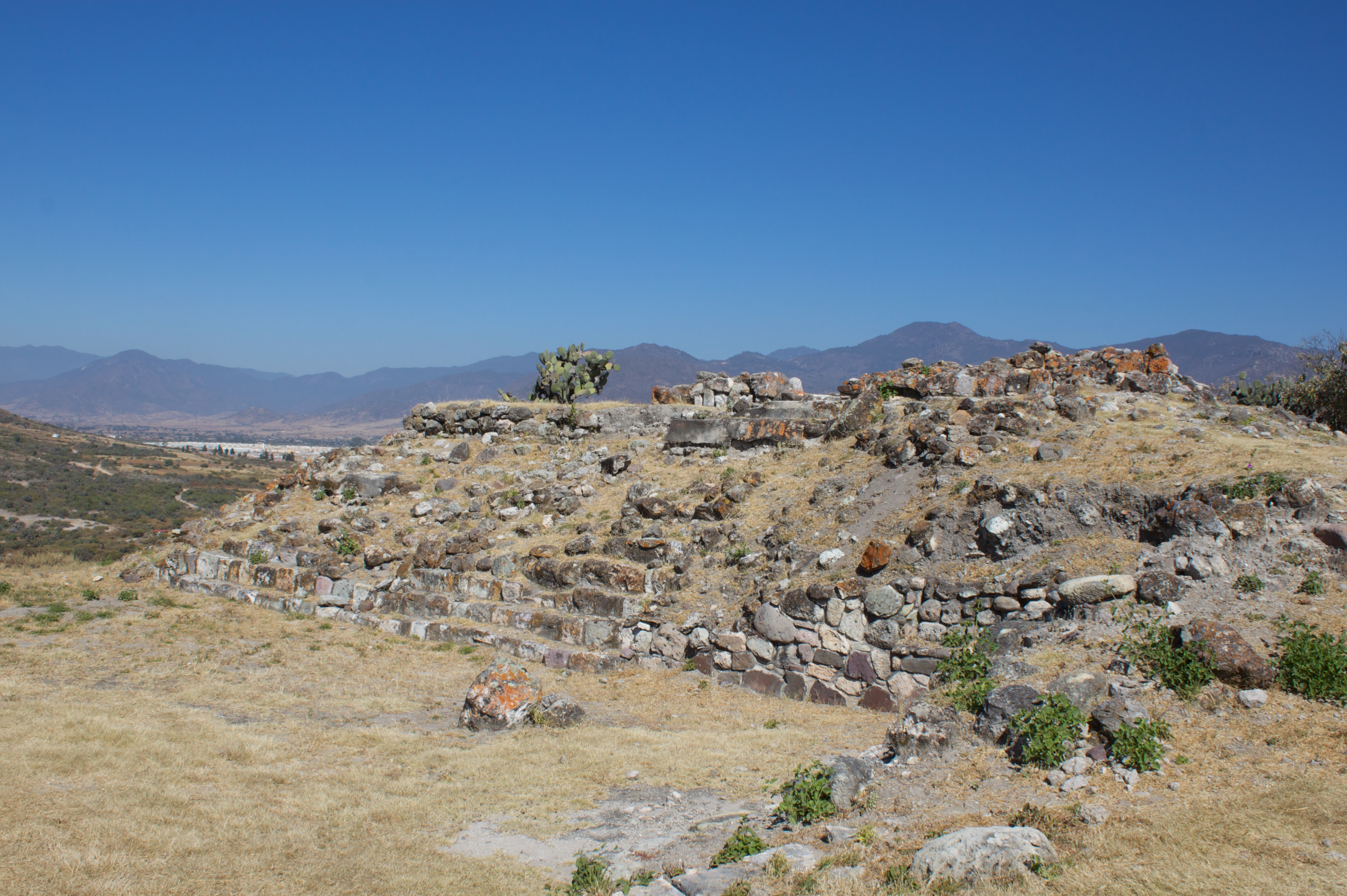
L'édifice U

Situé au nord du palais, l'édifice U est le plus haut du site, et on jouit depuis son sommet d'une vue sur toute la cité ; son côté ouest est partiellement effondré. Il abrite également une tombe. Son côté nord donne sur un promontoire rocheux dominant une pente abrupte rejoignant la vallée.

## La forteresse

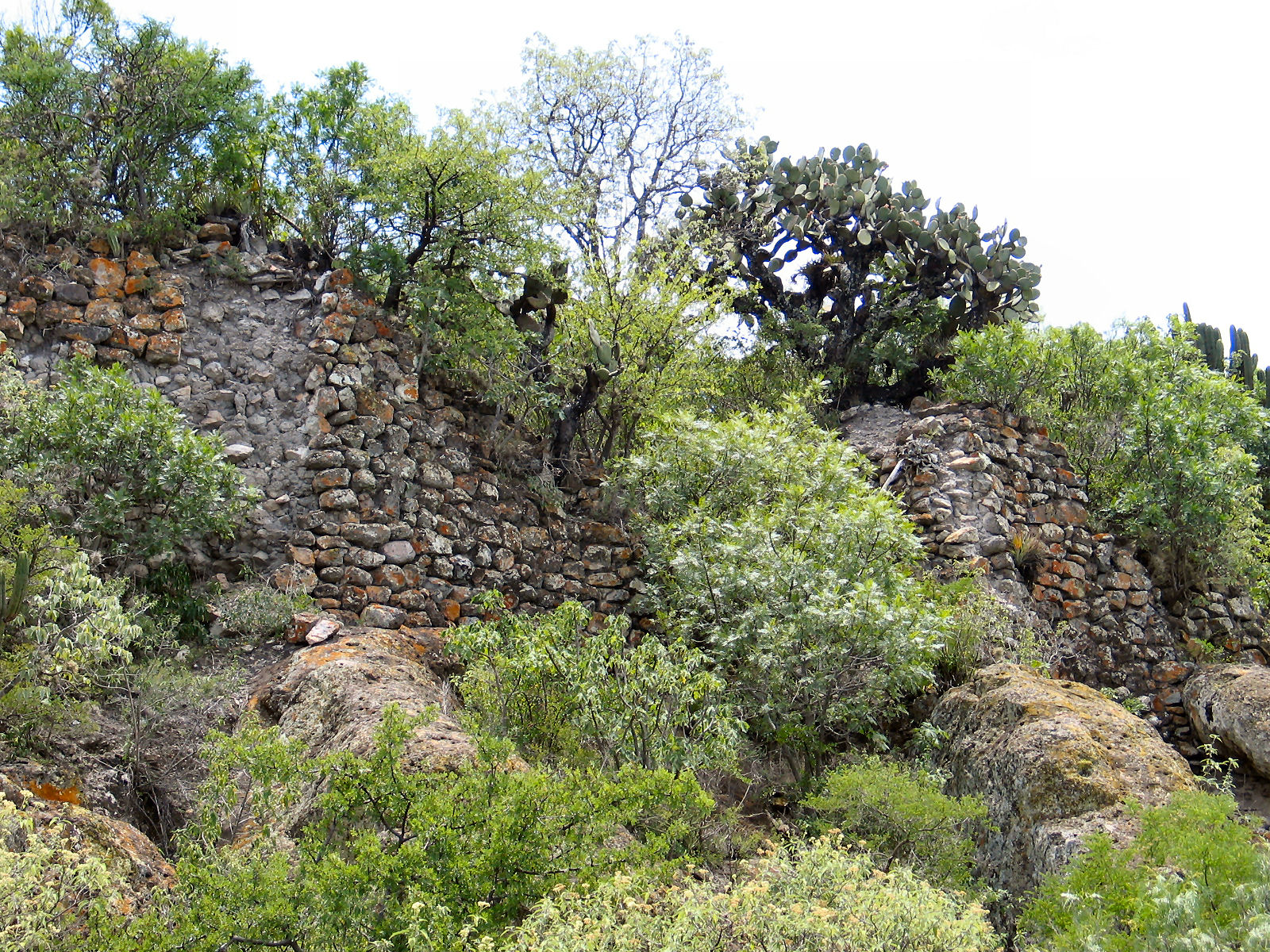
Ruines de la forteresse

Le site de Yagul se trouve en contrebas d'un  large cerro au sommet duquel on accède par un escalier latéral ; au sommet se trouve une forteresse datant probablement de l'époque Monte Alban V (Xe siècle) dont les murs sont encore visibles, et qui abritait des groupes d'habitations et une dépression ovale, creusée dans la roche, qui devait servir de bain. En contrebas des murs de la forteresse se trouve un promontoire depuis lequel on jouit d'une vue sur tout le site et le sud de la vallée de Tlacolula ; enfouie dans ce promontoire se trouve la tombe 28, datant du VIe siècle, qui était scellée par une dalle représentant des signes calendratiques et présente deux linteaux, les linteaux 1 et 2 (ce dernier étant situé dans une chambre souterraine). Sur la dalle se trouvent, dans les coins inférieurs, les glyphes 4-Lezard et 10-Lézard, et dans les coins supérieurs les glyphes 13-Eclair et 8-Singe surmonté du glyphe U, ces deux signes étant accompagnés chacun d'une main indiquant respectivement le glyphe 7-Eau situé au centre de la dalle et le signe 1-Tremblement de Terre situé au-dessus du précédent ; les quatre premiers signes semblent être des noms calendratiques ; la partie située sous le glyphe 7-Eau est mutilée. Le glyphe 8-Singe se retrouve sur le linteau 1, à gauche du glyphe de l'année 6-Eclair surmontant un glyphe du crotale et flanqué à sa droite du glyphe 7-Jaguar, et sur le linteau 2, cette fois à la droite du glyphe de l'année 2-Eclair flanquée du glyphe poisson et à sa gauche du glyphe 3-Hibou surmonté des glyphe du pas et du glyphe U. On peut supposer que cette tombe était celle d'un seigneur 8-Singe et de ses femmes.

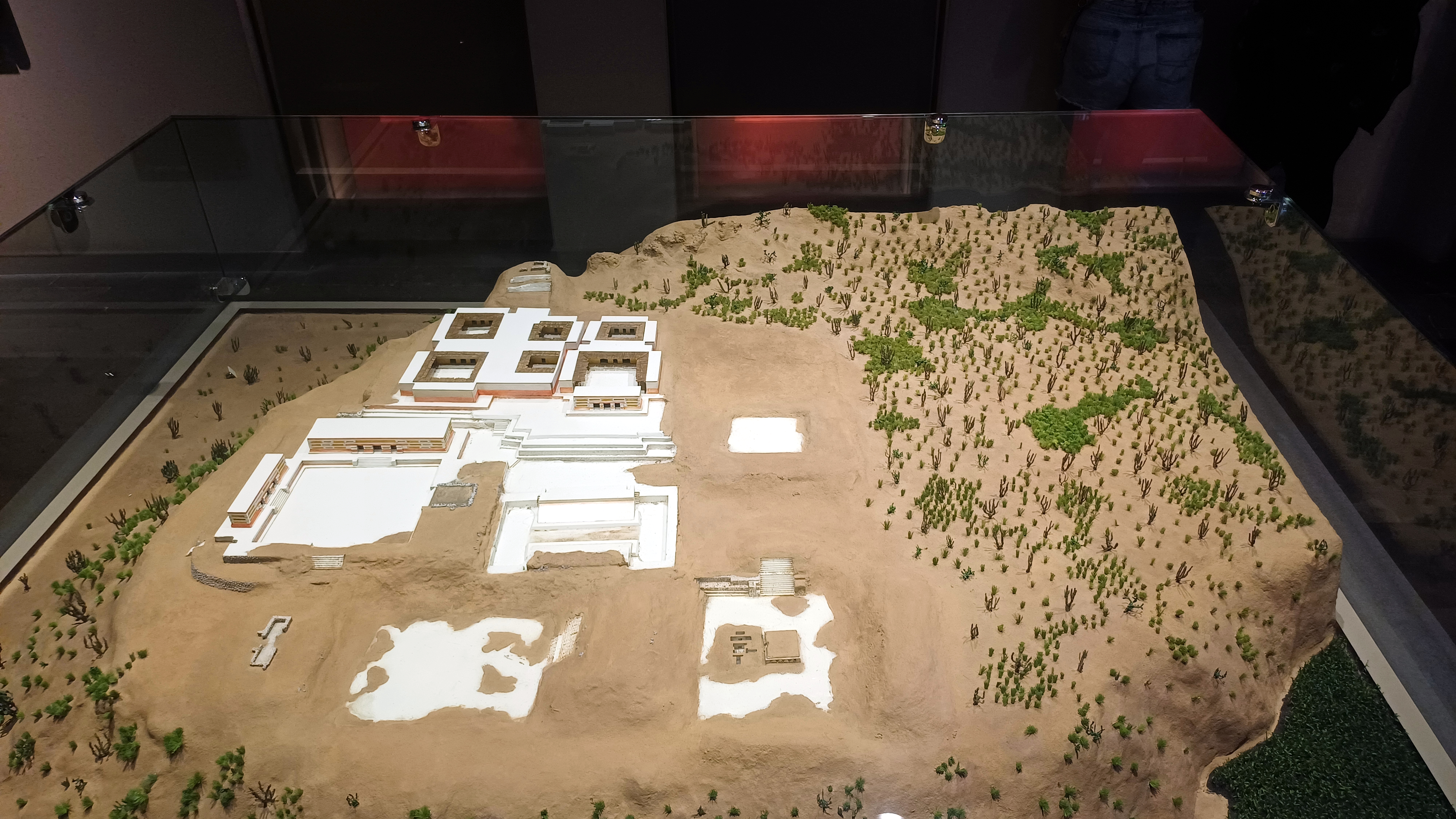
Reconstitution du site de Yagul au MNA (ne représentant pas le cerro ni la forteresse)